# Cylichna ovata
Cylichna ovata är en snäckart som beskrevs av John Gwyn Jeffreys 1871. Cylichna ovata ingår i släktet Cylichna och familjen Cylichnidae. Inga underarter finns listade i Catalogue of Life.